# Crisis de gobierno
Una crisis de gobierno es un periodo de cambio dentro de un gobierno sin que medien elecciones, forzado por sus errores o por la opinión pública. Se considera crisis de gobierno tanto en el caso de que el gobierno en pleno (es decir, todos sus miembros) se vea forzado a dimitir como si afecta solo a parte del Consejo de Ministros.
A menudo, no obstante, el término se usa como sinónimo de cambio de gobierno, o remodelación. Esto último sucede cuando los cambios no son forzados por circunstancias externas.
- Datos: Q1968864